# Superkubak Belarusi 2019
La Superkubak Belarusi 2019 è stata la decima edizione dell'omonima competizione. Si è disputata il 2 marzo 2019 a Barysaŭ tra il BATĖ Borisov, vincitore della Vyšėjšaja Liha 2018, e il Dinamo Brėst, vincitore della Kubak Belarusi 2017-2018.
Il Dinamo Brėst ha vinto la competizione per il secondo anno consecutivo.

## Tabellino
| Arbitro: | Vasilevič (Mazyr) |

|                   |           |                                             |
| Moukam 49’ (rig.) | Marcatori | 40’ Lapceŭ 74’ (aut.) Filipović 80’ Savicki |